# Leolima (Hato-Udo)
Leolima (Leo-Lima, Tetum für fünf Dörfer) ist ein osttimoresischer Suco im Verwaltungsamt Hato-Udo (Gemeinde Ainaro).

## Geographie

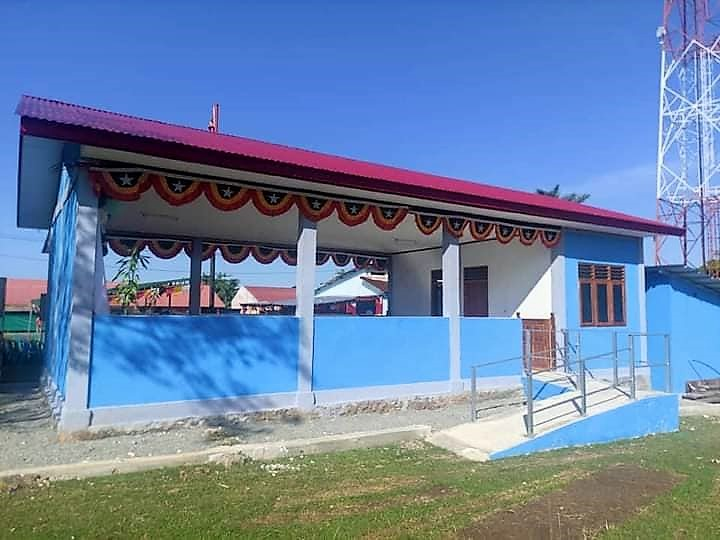
Sitz des Sucos Leolima

Der Suco Leolima bildet den Westen des Verwaltungsamts Hato-Udo, während der Osten zum Suco Foho-Ai-Lico gehört. Westlich von Leolima liegen das Verwaltungsamt Ainaro mit den Sucos Soro, Suro-Craic und Cassa und das Verwaltungsamt Zumalai (Gemeinde Cova Lima) mit dem Suco Raimea. An einer schmalen Stelle trifft Leolima im Norden im beginnenden Bergland auf den Suco Mauchiga (Verwaltungsamt Hatu-Builico, Gemeinde Ainaro). Im Nordosten liegen die Sucos Rotuto und Grotu (Verwaltungsamt Same, Gemeinde Manufahi) und im Süden die Timorsee. Entlang der Westgrenze Leolimas fließt der Belulik, zur Gemeinde Manufahi im Osten wird die Grenze zum größten Teil durch den Fluss Aiasa gebildet. An der Grenze zu Cova Lima speist der Belulik mehrere Seen, darunter den Lagoa Oebaba. Er befindet sich auf dem kleinen Teil von Leolima, das westlich des Beluliks liegt. Im Zentrum von Leolima befindet sich der Lagoa Lebomulua, um den sich das Siedlungszentrum von Hato-Udo mit mehreren einzelnen Orten gruppiert. Die südliche Küstenstraße verläuft hier etwas weiter im Landesinneren. Leolima eine Fläche von 129,69 km² und teilt sich in die zehn Aldeias Aimerleu (Aimerlau, Aimerliu), Dausur (Ausur), Goulau (Gou-lau), Groto, Hutseo, Lesse (Lese), Luro (Luru), Nuno-Boco (Nunu-Boco, Nonuboka), Rae-Soro (Raesoro, Raisoro) und Suro-Craic (Surukraik, Soro-Craic).
Die Dörfer im Siedlungszentrum Hato-Udo liegen entweder an der Küstenstraße oder ihre Abzweigung, die nach Norden führt. Dies sind Aimerleu, Dausur, Groto, Lesse, Luro, Nuno-Boco, Rae-Soro, Suro-Craic und etwas abseits im Süden Hutseo (Hutseo 1) und Hutseo 2. Im Norden liegen Mausoe, nahe dem Fluss Belulik der Ort Raibere (Rai Bere), an der Nordgrenze Goulau und nah der Küste der Ort Bonuc (Bonuk). Drei weitere kleine Siedlungen Leolimas befinden sich im Territorium westlich des Beluliks.
In Suro-Craic befinden sich der Sitz des Sucos (weswegen der Ort manchmal auch Leolima genannt wird) und ein permanenter Hubschrauberlandeplatz. In Groto, wo Straßen aus dem Norden und den Süden auf die südliche Küstenstraße treffen stehen eine Prä-Sekundarschule und zwei Grundschule. Im Nordwesten liegt ein großer Friedhof, ein weiterer in Lesse. Dort befindet sich auch eine Sendeantenne. In Nuno-Boco befindet sich das kommunale Gesundheitszentrum (CHC) Leolima. Weitere Grundschulen gibt es in Dausur, Hutseo 2, Lesse, Goulau und Bonuc. Bonuc hat zudem eine Gesundheitsstation. In Rae-Soro steht die evangelische Kirche Visão Cristã, in Suro-Craic die katholische Pfarrkirche Nossa Senhora de Lourdes und eine Kapelle in Bonuc, die zu den Assemblies of God gehört.

## Einwohner
Im Suco leben insgesamt 6.394 Menschen (2022), davon sind 3.202 Männer und 3.192 Frauen. Im Suco gibt es 1.162 Haushalte. Über 80 % der Einwohner geben Mambai als ihre Muttersprache an. Knapp 7 % sprechen Bunak, 5 % Kemak, 4 % Tetum Prasa und eine kleine Minderheit Tetum Terik.

## Geschichte

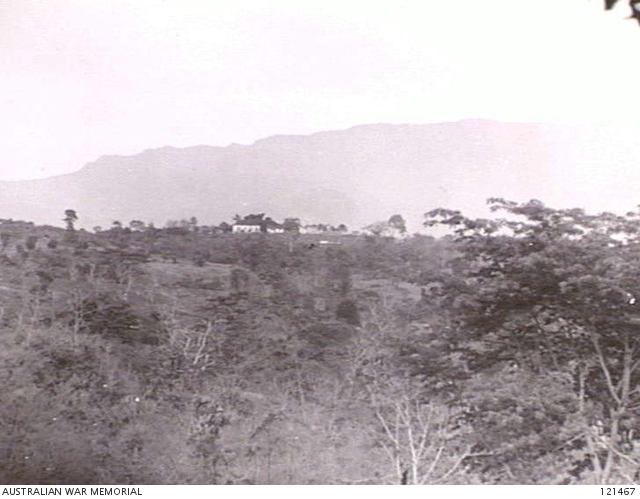
Der Ort Hatu-Udo, von der Straße nach Betano aus gesehen (1945)

1936 wurde das Siedlungszentrum Hato-Udo von den Portugiesen in Novo Luso umbenannt. Doch der Name setzte sich nicht durch und einige Jahre nach dem Zweiten Weltkrieg kehrte man zum alten Namen zurück.
Nach dem Tod seines letzten Bruders, nahm Aleixo Corte-Real, Liurai von Ainaro, Nai-Chico, Chef von Hato-Udo, als seinen Bruder an. Aleixo kämpfte während der Schlacht um Timor (seit 1942) gegen die japanischen Invasoren. Er und Nai-Chico wurden im Mai 1943 im Siedlungszentrum Hato-Udo gefangen genommen und umgebracht.
Während der indonesischen Besatzungszeit wurde der damalige Subdistrikt Hato-Udo vom Distrikt Manufahi abgetrennt und dem Distrikt Ainaro angeschlossen, wofür der Subdistrikt Turiscai von Ainaro zu Manufahi wechselte.
1989 versteckte Lorenço Magno in Aimerleu Ma'huno Bulerek Karathayano, den späteren Kommandeur der Forças Armadas de Libertação Nacional de Timor-Leste (FALINTIL), im Garten hinter seinem Haus. 1999 operierte in Leolima die Kompanie A der pro-indonesischen Miliz Mahidi. Ihr Kommandant war Cesário Tilman.
Im Januar 2008 wurden im Rahmen eines Wiederaufforstungsprogramm 7000 Setzlinge in der Aldeia Bonuc im Suco gepflanzt.

## Politik
Bei den Wahlen von 2004/2005 wurde António Soares zum Chefe de Suco gewählt und 2009 in seinem Amt bestätigt. Bei den Wahlen 2016 gewann Mariano de Almeida und 2023 Julio Nacimento.